# Spagna ai Giochi della XVI Olimpiade
La Spagna ha partecipato alle XVI Olimpiadi solo a Stoccolma dall'11 al 17 giugno dello stesso anno (per gli eventi equestri) 
con una delegazione di 6 atleti impegnati, 
senza aggiudicarsi medaglie.